# Stosunki polsko-słowackie
Stosunki polsko-słowackie obejmują współpracę polityczną, gospodarczą, obronną, kulturalną i naukową, a także wymiar międzyludzki i społeczny.
Wśród czynników determinujących stosunki dwustronne znajdują się: bliskość geograficzna i językowo-kulturowa, doświadczenia z związane transformacją ustrojową oraz członkostwo w Unii Europejskiej i NATO. Istotną rolę odgrywa współpraca regionalna w ramach formatu wyszehradzkiego.

## Historia

### Czechosłowacja
W 1919 roku doszło do krótkotrwałej wojny polsko-czechosłowackiej na tle konfliktów granicznych. Stosunki dyplomatyczne między Polską a ówczesną Czechosłowacją zostały nawiązane 23 marca 1920 r. 2 października 1924 w Genewie podpisano Protokół o pokojowym rozwiązywaniu sporów międzynarodowych, protokół podpisało 48 państw, w tym Polska i Czechosłowacja. Mimo to relacje polsko-czechosłowackie do końca okresu międzywojennego były nieprzyjazne, czego powodem były spory graniczne i brak woli współpracy ze strony najwyższych władz po obu stronach.
Mimo napięć politycznych, stosunki na niższym szczeblu układały się na ogół przyjaźnie, co przejawiało się między innymi we współpracy w dziedzinie sportów motorowych. Na 1926 rok planowany był rajd Automobilklubu Polski w charakterze imprezy polsko-czechosłowackiej (nie doszedł do skutku z powodu przewrotu majowego), po czym zrealizowano to w 1929 roku, kiedy VIII Rajd AP przebiegał częściowo na terenie Czechosłowacji, spotykając się z życzliwym przyjęciem, a liczną grupę stanowili zawodnicy czechosłowaccy. Samochody produkcji czechosłowackiej, zwłaszcza Tatra i Praga, cieszyły się przy tym dobrą renomą i były jednymi z najpopularniejszych marek w Polsce.

## Polityka

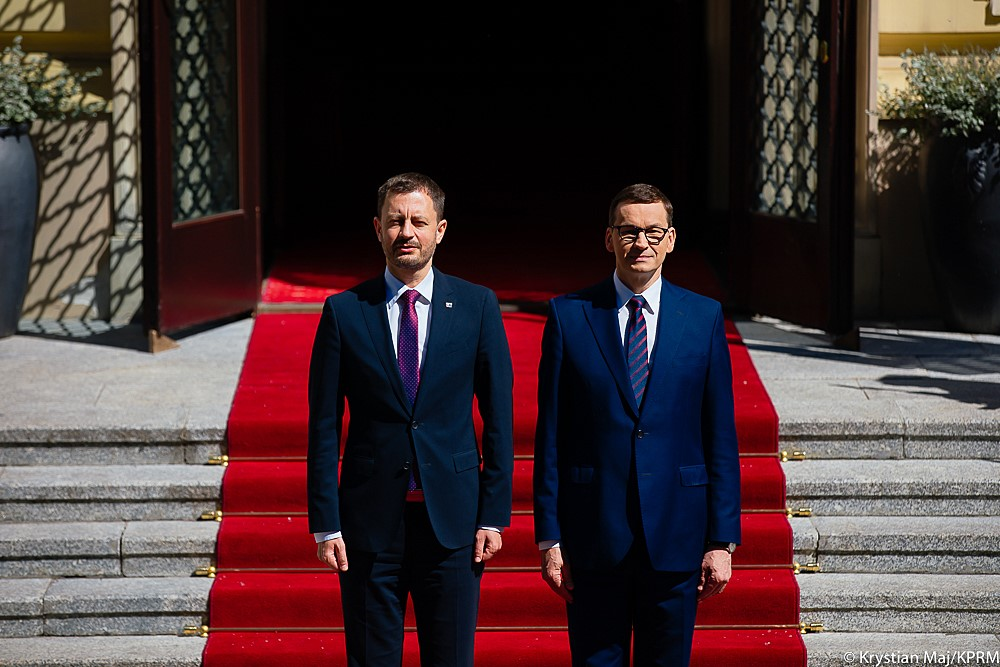
Premier Słowacji Eduard Heger i premier Polski Mateusz Morawiecki podczas wizyty w Polsce, 2021

Dialog polityczny realizowany jest na szczeblu prezydenckim, rządowym i parlamentarnym, Od 2013 roku odbywają się polsko-słowackie konsultacje międzyrządowe. Dla obu krajów istotne znaczenie mają kontakty w ramach Grupy Wyszehradzkiej służąc m.in. uzgadnianiu stanowisk na forum Unii Europejskiej. 
Ponadto jedną z platform współpracy jest działalność Polsko-Słowackiej Komisji Międzyrządowej ds. Współpracy Transgranicznej, która skupia się m.in. wokół transgranicznych połączeń komunikacyjnych, kontaktów samorządowych, ochrony środowiska oraz pomocy podczas katastrof i klęsk żywiołowych.
Od 2012 roku pod auspicjami resortów spraw zagranicznych obu krajów funkcjonuje Polsko-Słowackie Forum Dyskusyjne jako forma poszerzonych konsultacji na szczeblu wiceministrów spraw zagranicznych z udziałem przedstawicieli środowisk eksperckich.

## Bezpieczeństwo i obronność
Współpraca w zakresie bezpieczeństwa i obronności realizowana jest w ramach NATO oraz V4 i Bukaresztańskiej Dziewiątki. Pierwsze dwustronne porozumienie o współpracy wojskowej podpisano w 1993 roku. Nową umowę podpisano w 2014 roku.
W relacjach polsko-słowackich występowały okresy intensyfikacji i osłabienia współpracy w obszarze bezpieczeństwa i obronności. Było to spowodowane m.in. odmiennymi orientacjami władz obu krajów. W okresie rządów premiera Roberta Ficy (2006-2010, 2012-2018 i od 2023) czynnikami ograniczającym polsko-słowacką współpracę obronną było odmienne postrzeganie stosunków z USA, Rosją i Ukrainą, amerykańskiego projektu obrony przeciwrakietowej i wojny rosyjsko-gruzińskiej. W przyjętych przez parlament w 2021 roku z inicjatywy rządu Igora Matoviča strategiach bezpieczeństwa i obrony dostrzega się zagrożenie rosyjskie kładąc nacisk na kluczową rolę NATO, co jest bliskie percepcji polskiej. 
W 2022 roku, po przekazaniu Ukrainie myśliwców MiG-29, Polska (wspólnie z Czechami) przejęła ochronę słowackiej przestrzeni powietrznej.

## Gospodarka
W stosunkach gospodarczych Polski ze Słowacją obowiązują dwie umowy zawarte w 1994 roku:
- umowa między w sprawie unikania podwójnego opodatkowania w zakresie podatków i majątku
- umowa w sprawie wzajemnego popierania i ochrony inwestycji

Według danych z 2023 wartość wymiany handlowej między oboma krajami przekroczyła wartość 14 mld EUR z saldem dodatnim po stronie Polski, co czyniło ją trzecim co do wielkości obrotów partnerem handlowym Słowacji za Niemcami i Czechami. Największe obroty w wymianie handlowej dotyczą wyrobów przemysłu elektromaszynowego i metalurgicznego oraz artykułów rolno-spożywczych. 
Na rynku słowackim działają m.in. PKN Orlen, banki (PKO BP, mBank), sieć sklepów budowlanych Mekrury oraz producentów części samochodowych Versaco. Wśród słowackich podmiotów działających w Polsce znajdują się m.in.: firma deweloperska HB Reavis, producent oprogramowania antywirusowego Eset oraz Tatra Mountain Resort z branży turystycznej. Wyzwaniem jest poprawa jakości infrastruktury transportowej łączącej oba kraje. 
W obszarze energetyki do nawiązania bliższej współpracy przyczyniły się kryzys gazowy z 2009 roku oraz proces tworzenia unijnego
rynku energii. Jednym z rezultatów współpracy jest budowa intenkonektora gazowego Polska-Słowacja, który został uruchomiony w 2022 roku. Umożliwia on rocznie przesył gazu na poziomie 5,7 mld m3 w kierunku polskim oraz 4,7 mld m3 w kierunku słowackim.
Wspieraniu dwustronnej współpracy gospodarczej służy działalność organizacji samorządu gospodarczego, w szczególności:
Słowacko-Polskiej Izba Handlowa w Żylinie, Polsko-Słowackiej Izby Przemysłowo-Handlowej w Krakowie oraz Słowacko-Polskiego Stowarzyszenia Handlu i Inwestycji Pro-Polonia w Żylinie.

## Nauka, kultura i wymiar międzyludzki

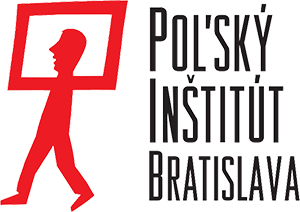
Logo Instytutu Polskiego w Bratysławie

Podstawą współpracy dwustronnej w obszarze edukacji, nauki i kultury  o współpracy kulturalnej, oświatowej i naukowej z 2000 roku. Na jej podstawie resorty kultury obu krajów uzgadniają trzyletni program współpracy kulturalnej.
Rozwojowi kontaktów w obszarze społeczeństwa obywatelskiego, kultury, nauki i edukacji służy też Międzynarodowy Fundusz Wyszehradzki.
Od początku badania opinii Polaków o innych narodowościach wzrastał procent respondentów deklarujących sympatię do Słowaków, z 33% w 1993 roku do 42% w 2001 roku i 60% w 2024 roku. Pod koniec wskazanego okresu Słowacy wraz z minimalnie tylko bardziej statystycznie lubianymi Czechami plasowali się na trzecim miejscu wśród lubianych narodowości i na pierwszym wśród sąsiadów Polski.